# Jan Juráň
Jan Juráň (* 1967 je český skladatel liturgické hudby. Studoval klavír a varhany na AMU u P. J. Olejníka a byl členem chrámového sboru. Působil v rodinném souboru a cappella a pro tento žánr aranžoval písně. Příležitostně tvoří jednoduché kompozice pro liturgické použití. Je rovněž výpomocným varhaníkem římskokatolické farnosti ve Velké Bystřici.
Jeho žena Ivana diriguje chrámový sbor. Společně jsou rodiči pěti dětí.[zdroj?]